# La Sauceda (Michoacán)
La Sauceda es una localidad del estado mexicano de Michoacán. Es parte del municipio de Zamora.

## Demografía
| Gráfica de evolución demográfica |
|                                  |

| Censo | Población |
| ----- | --------- |
| 1900  | 726       |
| 1910  | 574       |
| 1921  | 457       |
| 1930  | 404       |
| 1940  | 797       |
| 1950  | 962       |
| 1960  | 1047      |
| 1970  | 1840      |
| 1980  | 2016      |
| 1990  | 3037      |
| 2000  | 3012      |
| 2010  | 3069      |
| 2020  | 3274      |